# 4 Per 4 - 4 Star 16 Successi
4 Per 4 - 4 Star 16 Successi è una raccolta italiana di Raffaella Carrà, Patty Pravo, Anna Oxa e Donatella Rettore, pubblicata nel 2003 dall'etichetta discografica BMG Italy/RCA.

## Il disco
La raccolta fa parte della serie economica 4 Star - 4 Per 4 - 16 successi, in cui si univano in un'unica compilation quattro artisti della stessa casa discografica, presenti con quattro brani ciascuno.
Album pubblicato solo su CD e mai reso disponibile per il digital download o per lo streaming.

## Tracce
1. Patty Pravo – La bambola – 2:59 (testo: Franco Migliacci – musica: Bruno Zambrini, Ruggero Cini)
2. Anna Oxa – Un'emozione da poco – 4:10 (testo: Ivano Fossati – musica: Ivano Fossati, Guido Guglielminetti)
3. Rettore – Splendido splendente – 3:24 (testo: Donatella Rettore – musica: Claudio Rego)
4. Raffaella Carrà – Tuca tuca – 2:38 (testo: Gianni Boncompagni – musica: Franco Pisano)
5. Patty Pravo – Pazza idea – 4:43 (testo: Maurizio Monti – musica: Cesare Gigli, Paolo Dossena, Giovanni Ullu)
6. Anna Oxa – Il pagliaccio azzurro (Till It Shines) – 3:44 (testo: Amerigo Cassella – musica: Bob Seger)
7. Rettore – This Time – 3:44 (Richard Kerr, Gary Osborne)
8. Raffaella Carrà – Accidenti a quella sera – 3:58 (Gianni Boncompagni)
9. Patty Pravo – Pensiero stupendo – 4:14 (testo: Ivano Fossati – musica: Oscar Prudente)
10. Anna Oxa – Controllo totale – 5:38 (testo: Marco Luberti – musica: Jeff Jourard)
11. Rettore – Lamette – 2:48 (testo: Donatella Rettore – musica: Claudio Rego)
12. Raffaella Carrà – Ma che musica maestro – 3:16 (testo: Sergio Paolini, Stelio Silvestri – musica: Franco Pisano)
13. Rettore – Kobra – 3:27 (testo: Donatella Rettore – musica: Claudio Rego)
14. Patty Pravo – Il paradiso – 2:27 (testo: Mogol – musica: Lucio Battisti)
15. Anna Oxa – Fatelo con me – 3:29 (Ivano Fossati)
16. Raffaella Carrà – Chissà se va – 2:51 (testo: Castellano e Pipolo[2] – musica: Franco Pisano)